# Jan Hendrik Schön
Jan Hendrik Schön (ur. 1970 w Verden w Dolnej Saksonii) – niemiecki fizyk, który na krótko zyskał sławę po serii rzekomo przełomowych odkryć w dziedzinie półprzewodnictwa, które później okazały się oszustwami. Zanim je ujawniono, Schön otrzymał w 2001 roku nagrodę Klung-Wilhelmy-Wissenschafts-Preis oraz nagrodę Braunschweiger Forschungspreis, jak również nagrodę Outstanding Young Investigator Award stowarzyszenia Materials Research Society w roku 2002. Wszystkie zostały później unieważnione.

## Życiorys
Ukończył studia na Uniwersytecie w Konstancji, zajmował się badaniem półprzewodników. Zatrudniony w Bell Labs, uważany był za geniusza nanotechnologii. Miał skonstruować pierwszy organiczny laser, organiczny materiał nadprzewodzący w temperaturze −156 °C i tranzystor składający się z jednej cząsteczki związku organicznego. W 2001 roku publikował nowy artykuł naukowy średnio co 8 dni, w tym osiem na łamach Science i pięć na łamach Nature (później zostały one wycofane). W 2002 roku, po zbadaniu jego dorobku przez niezależną komisję, okazało się, że wszystkie rewelacyjne odkrycia dokonane przez Schöna zostały sfałszowane – manipulował wynikami badań, nie prowadził dziennika laboratoryjnego, różne artykuły opatrywał tymi samymi obliczeniami i wykresami, a także zniszczył wszystkie dane na twardym dysku swojego komputera. Po ujawnieniu oszustwa został zwolniony z pracy. W 2004 roku odebrano mu stopień doktora, co naukowiec zaskarżył w sądzie. W wyniku jednej z apelacji niemiecki sąd przywrócił mu stopień, ale od tego wyroku skutecznie odwołała się uczelnia, co ostatecznie skończyło karierę naukową Schöna.